# Шемийе-ан-Анжу
Шемийе-ан-Анжу (фр. Chemillé-en-Anjou) — новая коммуна на западе Франции, регион Пеи-де-ла-Луар, департамент Мен и Луара, округ Шоле, центр кантона Шемийе-ан-Анжу. Расположена в 32 км к юго-западу от Анже и в 70 км к востоку от Нанта. Через территорию коммуны проходит автомагистраль А37. В центре коммуны находится железнодорожная станция Шемийе линии Ла-Посоньер–Шоле.
Население (2020) — 21 187 человек.

## История
Коммуна образована 15 декабря 2015 года путем слияния коммун:
- Валанжу
- Косе-д’Анжу
- Ла-Жюмельер
- Ла-Турландри
- Ла-Шапель-Руслен
- Ле-Саль-де-Вие
- Нёви-ан-Мож
- Сен-Жорж-де-Гард
- Сен-Лезен
- Сент-Кристин
- Шанзо
- Шемийе-Миле

Центром коммуны является Шемийе-Миле. От него к новой коммуне перешли почтовый индекс и код INSEE. На картах в качестве координат Шемийе-ан-Анжу указываются координаты Шемийе-Миле.

## Достопримечательности
- Шато Шанзо XIX века
- Шато Сориньер XIV-XVIII веков в Шемийе
- Шато Ла-Жюмельер XIX века
- Шато Бюард XIX века в Ла-Жюмельер
- Шато Ла-Лавуэр XVIII века в Нёви-ан-Мож
- Развалины шато Гоннор XI-XV веков в Валанжу
- Старая и новая церкви Нотр-Дам в Шемийе
- Церковь Святого Петра XI-XIII веков в Шемийе
- Церковь Святого Петра XII-XIX веков в Шанзо
- Аббатство Нотр-Дам-де-Гард
- Церковь Святого Викентия 1895-1900 годов в Ла-Турландри
- Ветряная мельница Ги-Робер 1794 года в Валанжу

## Экономика
Структура занятости населения:
- сельское хозяйство — 9,1 %
- промышленность — 22,5 %
- строительство — 9,5 %
- торговля, транспорт и сфера услуг — 31,9 %
- государственные и муниципальные службы — 27,0 %

Уровень безработицы (2020) — 7,2 % (Франция в целом — 12,7 %, департамент Мен и Луара— 11,0 %). 

Среднегодовой доход на 1 человека, евро (2020) — 21 320 (Франция в целом — 22 400, департамент Мен и Луара — 21 790).

## Администрация
Пост мэра Шемийе-ан-Анжу с 2020 года занимает Эрве Мартен (Hervé Martin). На муниципальных выборах 2020 года возглавляемый им правый список победил в 1-м туре, получив 71,90 % голосов.
| Период | Период | Фамилия      | Партия        | Примечания                                            |
| ------ | ------ | ------------ | ------------- | ----------------------------------------------------- |
| 2015   | 2020   | Кристоф Диль | Разные правые |                                                       |
| 2020   |        | Эрве Мартен  | Разные правые | член Совета департамента, бывший мэр Нотр-Дам-де-Гард |

## Города-побратимы
- Аспах, Германия

## Знаменитые уроженцы
- Жоффруа де Ла Тур Ландри (1326/1330, Ла-Турландри – 1404/1405), средневековый писатель и воин, участник Столетней войны, известный также как «Рыцарь Башни», автор «Книги поучений дочерям рыцаря де Ла Тура»

## Галерея
- Церковь Святого Петра в Шемийе
- Новая церковь Нотр-Дам в Шемийе
- Церковь Святого Петра в Шанзо
- Шато Ла-Жюмельер
- Шато Бюард
- Шато Ле-Лавуэр

Шаблон:Коммуны округа Шоле